# Der Angriff
Der Angriff (pol.: Atak) – niemieckojęzyczna gazeta założona w Berlinie w 1927 przez NSDAP, zamknięta w 1945 r.

## Historia
Gazetę założył Joseph Goebbels, który w 1926 roku objął funkcję gauleitera Berlina. Większość pieniędzy na rozpoczęcie działalności wydawniczej Goebbels otrzymał od partii nazistowskiej. Der Angriff wydawany był w dużym nakładzie. Krytykował „system” używając agresywnego języka, a antyparlamentaryzm i antysemityzm definiowały główne przesłanie gazety. Z gazetą współpracowali najczęściej partyjni funkcjonariusze, a główny artykuł numeru do 1933 roku zwykle był pisany przez wydawcę – Goebbelsa, który podpisywał swoje artykuły jako „Dr. G”.
Po raz pierwszy Der Angriff został wydany 4 lipca 1927 roku przez Angriff Press. Mottem gazety było „Dla uciskanych przeciwko wyzyskowi”. Początkowo ukazywała się raz w tygodniu, a od 1 października 1929 r. dwa razy w tygodniu. Z kolei po 1 października 1932 r. ukazywał się dwa razy dziennie: w południe i wieczorem. Der Angriff zawierał partyjną propagandę, agitowała przeciwko Republice Weimarskiej i wspierała antysemityzm. Prowadziła także regularną nagonkę na szefa policji w Berlinie Bernharda Weissa, ponieważ był Żydem.
W 1927 nakład gazety wyniósł około 2000 egzemplarzy. Z biegiem lat wzrastał i w 1939 wyniósł 146 694 egzemplarze, a w 1944 r. – 306 000. Jednakże po dojściu do władzy narodowych socjalistów znaczenie gazety powoli spadało. Wzrost nakładu nastąpił w okresie bombardowań Berlina przez aliantów, po to aby podnieść morale ludności Berlina. Po 19 lutego 1945 r. Der Angriff został połączony z Berliner Illustrierte Nachtausgabe. Ostatni numer ukazał się 24 kwietnia 1945 roku.

## Powiązania
Nacht-Angriff – dziennik, który także był wydawany przez Goebbelsa.
Der Gegen-Angriff: antifaschistische Wochenschrift – antyfaszystowski tygodnik wydawany w Pradze między 1933 a 1936 rokiem. Miał także swoje wydanie szwajcarskie i paryskie.